# Giulia Guerrini
Giulia Danielle Guerrini Genusi (Milão, 4 de setembro de 1996) é uma atriz e cantora italiana, conhecida pelos papéis de Rebecca Guglielmino na serie Alex & Co, e Chiara Callegri em Bia, serie da Disney Channel América Latina.

## Carreira
Giulia é formada em Teatro Musical e em Comunicação, além de falar italiano - sua língua materna - e espanhol fluentemente. Estreou na televisão em Alex & Co., interpretando a personagem Rebecca Guglielmino, que foi recorrente na 1ª e 2ª temporadas e regular na 3ª e no especial da série. Repetiu seu personagem em Rádio Alex. Logo depois foi escalada para viver Bárbara Petersoli no elenco principal da serie Mônica Chef. Em agosto de 2018, o Disney Channel lhe anunciou como um dos nomes que participariam da série Bia, interpretando a personagem Chiara Callegri, a série estreou em 2019 e terminou em 2020. Repetiu seu personagem no especial do televisão Bia: Um Mundo do Avesso em 2021. Em 2022, fez seu primeiro papel como vilã interpretando Natasha Rossi na série Cielo Grande da Netflix.

## Filmografia

### Televisão
| Ano       | Trabalho                          | Personagem          | Notas                                       |
| --------- | --------------------------------- | ------------------- | ------------------------------------------- |
| 2015-2017 | Alex & Co.                        | Rebecca Guglielmino | Recorrente (temp. 1-2)Principal (temp. 3-4) |
| 2016      | Rádio Alex                        | Rebecca Guglielmino | Recorrente                                  |
| 2017      | Mônica Chef                       | Bárbara Petersoli   | Elenco principal                            |
| 2019-2020 | Bia                               | Chiara Callegri     | Elenco principal                            |
| 2021      | Bia: Um Mundo do Avesso           | Chiara Callegri     | Elenco principal                            |
| 2021      | Bia: Um Mundo do Avesso Making Of | Ela mesma           |                                             |
| 2022      | Cielo Grande                      | Natasha Rossi       | Elenco principal                            |

## Teatro
- Alice nel paese delle meraviglie (2010)
- Aladino e la lampada magica (2012)
- Quando si scambiano le feste (2013)
- Il viaggio (2014)

## Discografia
| Trilha Sonora | Trilha Sonora                                                | Trilha Sonora              |
| Ano           | Música                                                       | Álbum                      |
| ------------- | ------------------------------------------------------------ | -------------------------- |
| 2016          | "Likewise" (com Federico Russo)                              | Alex & Co. - We Are One    |
| 2016          | "Oh my Gloss" (com Lucrezia Di Michele e Ásia Corvino)       | Alex & Co. - We Are One    |
| 2017          | "Amigos para Siempre" (com Isabel Madolell)                  | Mónica Chef (Banda Sonora) |
| 2017          | "Todos Juntos" (com Isabel Madolell e Javier Ramos)          | Mónica Chef (Banda Sonora) |
| 2019          | "Tengo Una Canción" (com Isabela Souza e Agustina Palma)     | Así Yo Soy                 |
| 2019          | "La Vida Te Devuelve" (com elenco de Bia)                    | Así Yo Soy                 |
| 2019          | "Si Tú Estás Conmigo" (com elenco de Bia)                    | Así Yo Soy                 |
| 2019          | "Hasta El Final" (com Isabela Souza e Agustina Palma)        | Si Vuelvo A Nacer          |
| 2020          | "Grita" (com elenco de Bia)                                  | Grita                      |
| 2020          | "Aquí me encontrarás" (com elenco de Bia)                    | Grita                      |
| 2020          | "Voy" (com elenco de Bia)                                    | Grita                      |
| 2020          | "Voy por lo que quiero" (com Isabela Souza e Agustina Palma) | Grita                      |
| 2021          | "Es un juego" (com elenco de Bia)                            | Bia: Un Mundo al revés     |
| 2021          | "Quiero bailar" (com elenco de Bia)                          | Bia: Un Mundo al revés     |

## Ligações Externas
- Giulia Guerrini. no IMDb.
- Giulia Guerrini no Instagram